# Округ Хенкок (Индијана)
Округ Хенкок (енгл. Hancock County) је округ у америчкој савезној држави Индијана.

## Демографија
По попису из 2010. године број становника је 70.002, што је 14.611 (26,4%) становника више него 2000. године.
| Група             | 2000.          | 2010.          |
| Белци             | 54.155 (97,8%) | 65.859 (94,1%) |
| Афроамериканци    | 74 (0,1%)      | 1.452 (2,1%)   |
| Азијати           | 206 (0,4%)     | 558 (0,8%)     |
| Хиспаноамериканци | 526 (0,9%)     | 1.216 (1,7%)   |
| Укупно            | 55.391         | 70.002         |